# The Alibi Sisters

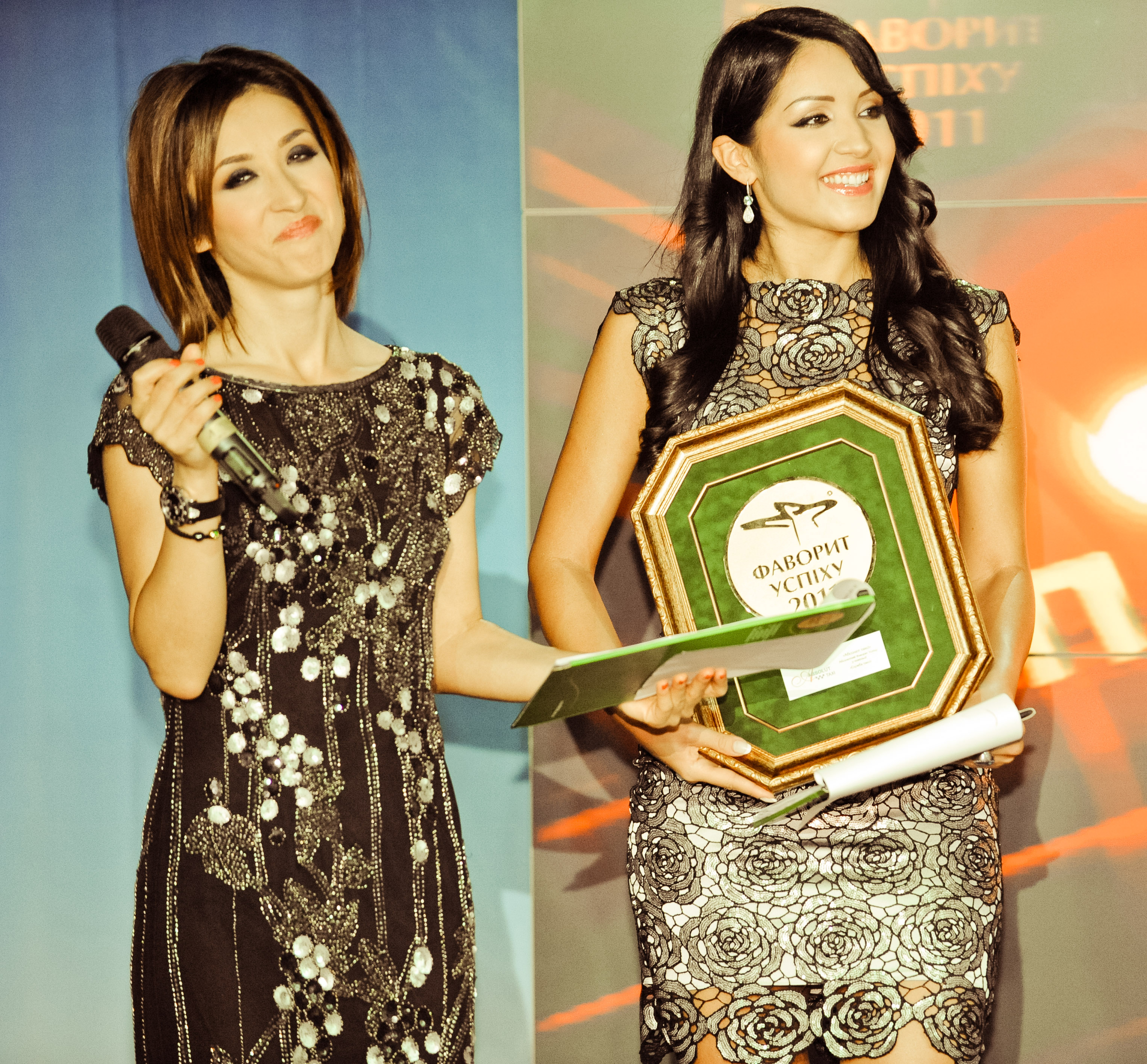
Anna und Angelina Zawalski (2011)

The Alibi Sisters (ukrainisch Алібі Сістерс) sind ein ukrainisches Vokalduo, bestehend aus den Schwestern Anna (* 16. Juni 1982 in Kiew) und Angelina Zawalski (* 10. November 1983 in Kiew). Bekannt wurden sie zunächst als Pop-Duo Alibi (2001–2012), bevor sie 2021 mit einem Repertoire jiddischer Lieder im Stil des Klezmer und Jazz unter dem neuen Namen zurückkehrten.

## Karriere
Die Schwestern begannen ihre musikalische Laufbahn als Kinder im Volksensemble Strumochok, gegründet von ihrem Vater Alexander Zawalski. Sie erhielten eine musikalische Grundausbildung im Violinspiel und absolvierten später ein Gesangsstudium sowie eine Regieausbildung an der Nationalen Akademie der Künste der Ukraine. Im April 2001 gründeten sie das Pop-Duo Alibi. Mit Hits wie Да или нет (Ja oder Nein) und preisgekrönten Songs wie Tabu dominierten sie die ukrainischen Charts. Das Duo veröffentlichte mehrere Alben. 2021 kehrten sie mit einem geänderten Image zurück: Statt Pop interpretieren sie nun jiddische Lieder, inspiriert vom US-Duo The Barry Sisters. Ihr Debüt unter dem neuen Namen erfolgte mit Chiribim Chiribom in der Gesangsshow Holos Krainy. 

## Stil und Rezeption
Das Repertoire umfasst Klezmer- und Folksongs, oft in historischen Kontexten präsentiert. Ihr Stil verbindet traditionelle jiddische Melodien mit modernen Arrangements. Der Name The Alibi Sisters referenziert bewusst die Barry Sisters, die als Pionierinnen der jiddisch-jazzigen Fusion gelten. 

## Diskografie (Auswahl)
- 2003: Да или нет
- 2004: С чистого листа
- 2006: Отражение души
- 2007: Мелодия дождя
- 2010: Alibi.The Best
- 2011: Alibi Folk